# Otto Mittelstaedt

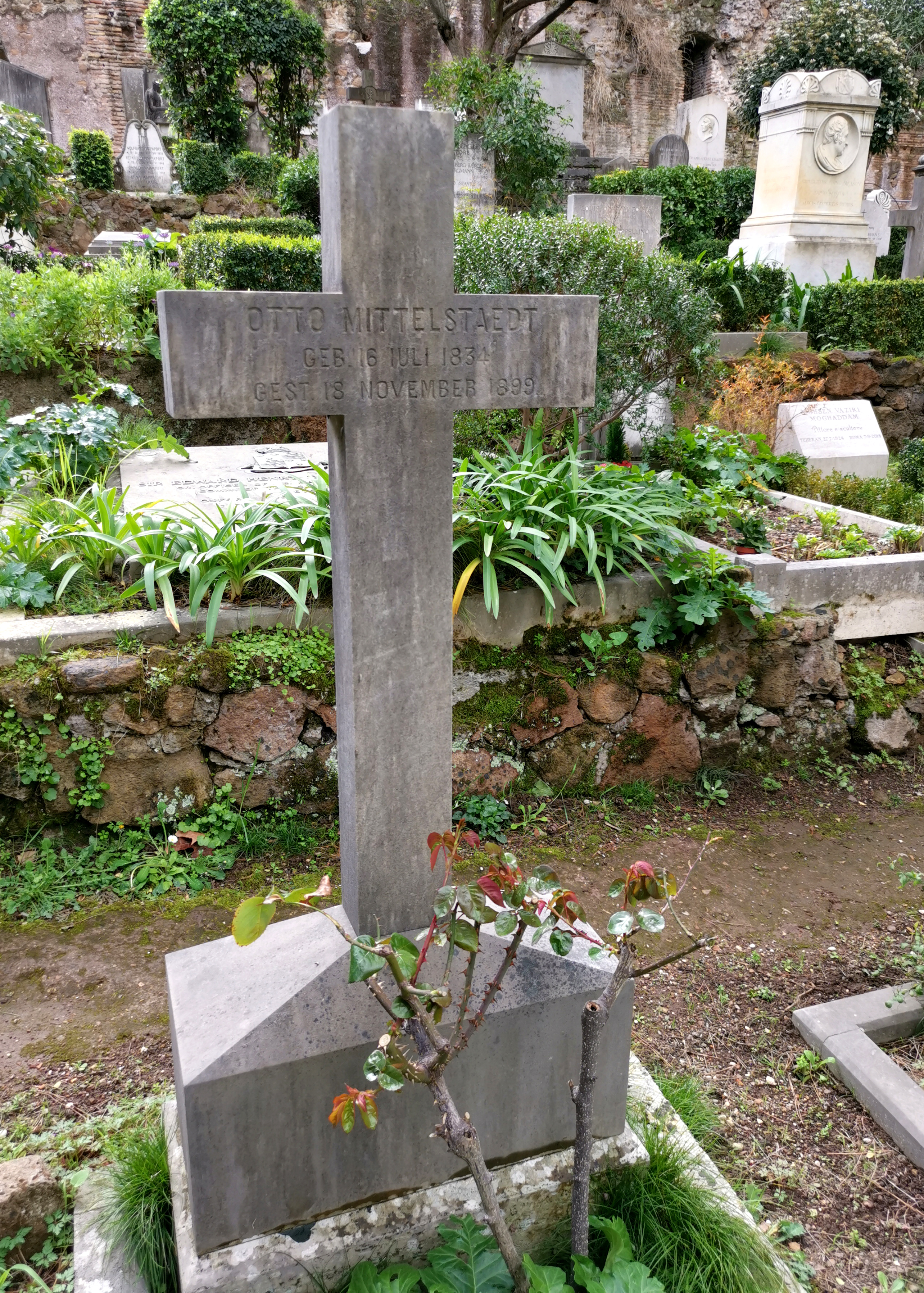
Grab auf dem Nichtkatholischen (Protestantischen) Friedhof Rom

Otto Samuel Ludwig Mittelstaedt, auch Mittelstädt, (* 14. Juli 1834 in Schneidemühl; † 18. November 1899 in Rom (Suizid)) war ein deutscher Reichsgerichtsrat und Journalist.

## Leben
Der Sohn eines preußischen Justizkommissars (Rechtsanwalts) in Posen war evangelisch. Er ging in Ostrowo und Posen zur Schule und legte 1853 am Friedrich-Wilhelms-Gymnasium in Posen das Abitur ab. Anschließend studierte er bis 1855 an der Friedrich-Wilhelms-Universität Berlin Rechtswissenschaften und legte das 1. Staatsexamen mit einem „genügend“ ab. 1856 wurde er in Breslau promoviert. Als Hinzuverdienst hatte er eine Redakteursstelle beim Posener Tageblatt. 1855 wurde er auf den preußischen Landesherrn vereidigt und absolvierte in Posen als Auskultator den juristischen Vorbereitungsdienst. 1857 legte er das 2. Staatsexamen ab. Da er ein Stipendium der Provinz Posen im Studium bezogen hatte, musste er Referendar am Appellationsgericht Posen werden. 
Nachdem er 1860 das große Staatsexamen „gut“ abgelegt hatte, wurde er als Assessor unentgeltlich bei der Staatsanwaltschaft Posen beschäftigt. 1862 wurde als Staatsanwalt beim Stadtgericht Berlin eingesetzt und 1863 monatlich Diäten in Höhe von 40 Talern gewährt. Bei den Polenprozessen 1863/64 wurde er zu den Untersuchungen wegen seiner polnischen Sprachkenntnisse herangezogen und vertrat die Anklage beim Stadtgericht Berlin. 1864 wurde ihm 600 Taler Gehalt jährlich bewilligt. 1866 wurde er planmäßiger Staatsanwalt beim Stadtgericht Berlin. 1866 entsandte ihn das Preußische Justizministerium nach Stuttgart zur Aufklärung der Hintergründe des Attentats des Hohenheimer Agrarstudenten Ferdinand Cohen-Blind auf Bismarck. Mit der Annexion Holsteins durfte Mittelstaedt 1867 einen neuen Dienstort wählen und entschied sich für die neugeschaffene Staatsanwaltschaft beim Kreisgericht Altona. Er schrieb anonym Artikel im Grenzboten. 
1869 wurde Mittelstaedt von der Freien und Hansestadt Hamburg angeworben und wurde dort Leiter der Staatsanwaltschaft als I. Staatsanwalt mit einem Jahresgehalt von 8000 Mark. Er betreute die Einführung des Reichsstrafgesetzbuchs (1872) und der Strafprozessordnung (1879) in Hamburg. 1876 wurde er Rat des Hamburger Obergerichts bzw. 1879 Rat des Hanseatischen Oberlandesgerichts. Er war Mitglied der Bürgerschaft in Hamburg von 1877 bis 1881. Er pflegte in Hamburg weiterhin seine Bekanntschaften mit Gustav Freytag, Wilhelm Raabe, den Redakteuren des Kladderadatsch und der Kreuzzeitung. Überdies schrieb er inzwischen für die Preußischen Jahrbücher und die Deutsche Revue. 1881 kam er an das Reichsgericht. Sein Jahresgehalt betrug nun 12.900 Mark. Er war im III. Strafsenat tätig. Auf Antrag des Reichsgerichtspräsidenten wurde er 1896 aus Gesundheitsgründen pensioniert. Er war seit 1890 Mitherausgeber der Zeitschrift Der Gerichtssaal und veröffentlichte nun in Maximilian Hardens Zukunft Aufsätze.

## Werk
Bekannt wurde Mittelstaedt durch seine 1876 veröffentlichte Schrift Kaspar Hauser und sein badisches Prinzenthum, in der er die Prinzentheorie ablehnte.
Als Strafrechtler erregte er 1879 mit der polemischen Streitschrift Gegen die Freiheitsstrafen Aufsehen, indem er darlegte, dass diese Strafen nicht ausreichend abschreckend seien, und daher zu Gunsten der Geldstrafe weitgehend abzuschaffen sind. Die Schrift war für Franz von Liszt unmittelbarer Anlass für sein Marburger Programm. Die Kritiker nannten ihn „Drako-Mittelstädt“ wegen seines Eintretens für Körperstrafen: „Stehen nur erst wieder unsere Zuchthäuser ein paar Jahre unter dem Regime des Hungers und der Prügel, und es wird das heute gänzlich abhanden gekommene Gefühl, Strafe sei Schmach und Schande, auch wieder lebendig werden.“
Mittelstaedt war als Mitglied der deutschen Minderheit in der Provinz Posen national geprägt. Er galt als liberal und Bismarckverehrer, der mit dem Wilhelminismus nicht zurechtkam: „… so weiss ich heute nur noch ein heroisches Mittel, das die Monarchie und den monarchischen Einheitsstaat aus der demokratischen Versumpfung herauszureissen geeignet wäre: das ist der Krieg.“

## Familie
Sein Sohn Johannes (1869–1931) war Rechtsanwalt beim Reichsgericht. Der Physiker Peter Mittelstaedt (1929–2014) war sein Urenkel.

## Werke (Auswahl)
- De juris patronatus, quod reale dicitur, Diss. Breslau 1856
- Kaspar Hauser und sein badisches Prinzenthum, Heidelberg 1876
- Gegen die Freiheitsstrafe: Ein Beitrag zur Kritik des heutigen Strafensystems, 2 Auflagen, Leipzig 1879 (Digitalisat).
- Reden von Heinrich von Treitschke im Deutschen Reichstage 1871-1884 (Hrsg.)
- Der vierte Stand und der Staatssozialismus: zur Signatur der deutschen Gegenwart von einem Nicht-Politiker, Leipzig 1884
- Vor der Fluth: Sechs Briefe zur Politik der deutschen Gegenwart, Leipzig 1897
- Die Affaire Dreyfus: eine kriminalpolitische Studie, 2 Auflagen, Berlin 1899
- Die Lebenserinnerungen des Otto Samuel Ludwig Mittelstädt, (unvollendet), Leipzig 1939

- Der deutsche Reichskanzler und die Strafjustiz, Das neue Reich, 1876, S. 8.
- Für und wider die Freiheitsstrafen, ZgStW 2 (1882), S. 419.
- Die Revisionsbedürftigkeit der deutschen Schwurgerichtsurtheile, Der Gerichtssaal, Jahrgang 37 (1885),  S. 557.
- Zur Lehre von der Auslegung der Strafgesetze, Der Gerichtssaal, Jahrgang 43 (1890), S. 1.
- Schuld und Strafe: zur Kritik der heutigen Reformbestrebungen, Der Gerichtssaal, Jahrgang 46/47 (1892), S. 237, S. 387, S.1.
- Aus dem Tagebuch eines preußischen Staatsanwaltes, Die Zukunft, Jahrgang 2 (1898), S. 321.